# 吳淑 (北宋)
吳淑（947年—1002年），又名吴俶，字正儀，潤州丹陽（今屬江蘇）人。

## 生平
吴季札四房吴子玉的后裔。父親吴文正，在吴做官，官至太子中允。自幼随父迁居蕲州（今湖北）。有俊才，深受南唐名士韩熙载、潘佑的赏识，被誉为“中林之兰蕙”。南唐進士出身，後為徐铉之婿。補丹陽县尉，在南唐官至校书郎、直内史。歸北宋後，久不得調，甚為窮窘。後以近臣延薦，試學士院，授大理評事。預修《太平御覽》、《太平廣記》、《文苑英華》。他曾獻“九弦琴五弦阮颂”，宋太宗稱其學問優博。又作《事類賦》百篇以獻，並奉旨注明出处，分注成30卷。至道二年，兼起居舍人，预修《太宗实录》，迁职方员外郎。真宗咸平五年（1002年）卒。著《江淮異人錄》三卷，此書久佚，《四庫全書》本從《永樂大典》輯出，分作二卷。有子吳安節、吳讓夷、吳遵路。
妻子为老师徐铉之女徐氏。